# Associazione Fascista Calcio Venezia 1936-1937
Questa pagina raccoglie i dati riguardanti l'Associazione Fascista Calcio Venezia nelle competizioni ufficiali della stagione 1936-1937.

## Rosa
| N. |                   | Ruolo | Calciatore              |
| -- | ----------------- | ----- | ----------------------- |
|    | Italia (bandiera) | A     | Fortunato Baldinotti    |
|    | Italia (bandiera) | C     | Aldo Biffi              |
|    | Italia (bandiera) | C     | Luciano Bottazzi        |
|    | Italia (bandiera) | C     | Andrea Capitanio        |
|    | Italia (bandiera) | A     | Mario Dalfini           |
|    | Italia (bandiera) | A     | Mario Formenton         |
|    | Italia (bandiera) | A     | Alfredo Giuge           |
|    | Italia (bandiera) | C     | Attilio Kossovel        |
|    | Italia (bandiera) | P     | Giovanni Battista Maneo |

| N. |                   | Ruolo | Calciatore        |
| -- | ----------------- | ----- | ----------------- |
|    | Italia (bandiera) | A     | Mario Patuzzi     |
|    | Italia (bandiera) | A     | Carlo Rosa        |
|    | Italia (bandiera) | P     | Guglielmo Sgardi  |
|    | Italia (bandiera) | D     | Andrea Signoretto |
|    | Italia (bandiera) | D     | Corrado Tamietti  |
|    | Italia (bandiera) | A     | Angelo Valari     |
|    | Italia (bandiera) | C     | Bruno Vale        |
|    | Italia (bandiera) | C     | Armando Varini    |

## Risultati

### Serie B

#### Girone di andata
| Venezia 13 settembre 1936 1ª giornata | Venezia        | 0 – 0 referto | Catanzarese | Stadio Pier Luigi Penzo\| Arbitro: \| Leoni (Milano) \| |
| Arbitro:                              | Leoni (Milano) |               |             |                                                         |

| Arbitro: | Carminati (Milano) |

|                         |           |                |
| Bertoni 37’ Pomponi 59’ | Marcatori | 19’ Baldinotti |

| Arbitro: | Pizziolo (Firenze) |

|                              |           |              |
| Varini 24’ (rig.), ?’ (rig.) | Marcatori | 47’ Nicolosi |

| Arbitro: | Curradi (Firenze) |

|                          |           |  |
| Baldinotti 31’ Giuge 72’ | Marcatori |  |

| L'Aquila 16 dicembre 1936 5ª giornata | Aquila      | 0 – 0 referto | Venezia | Stadio XXVIII Ottobre\| Arbitro: \| Fois (Roma) \| |
| Arbitro:                              | Fois (Roma) |               |         |                                                    |

| Arbitro: | Carminati (Milano) |

|                |           |                  |
| Baldinotti 89’ | Marcatori | 1’ (aut.) Varini |

| Arbitro: | Gnocchini (Roma) |

|  |           |                |
|  | Marcatori | 65’ Baldinotti |

| Arbitro: | Gianelli (Genova) |

|         |           |        |
| Buzzoni | Marcatori | Varini |

| Venezia 22 novembre 1936 9ª giornata | Venezia         | 0 – 0 referto | Verona | Stadio Pier Luigi Penzo\| Arbitro: \| Gondola (Fiume) \| |
| Arbitro:                             | Gondola (Fiume) |               |        |                                                          |

| Arbitro: | Mazza (Napoli) |

|                   |           |  |
| Girometta 8’, 57’ | Marcatori |  |

| Arbitro: | Gnocchini (Roma) |

|                    |           |  |
| Formenton 21’, 85’ | Marcatori |  |

| Arbitro: | Pirovano (Monza) |

|          |           |  |
| Rier 38’ | Marcatori |  |

| Arbitro: | Dattilo (Roma) |

|              |           |               |
| Kossovel 18’ | Marcatori | 54’ Arcari IV |

| Arbitro: | Gondola (Fiume) |

|                                                          |           |           |
| Bottazzi 10’ (aut.) Andrei 24’ Cominelli 39’ Schiavi 68’ | Marcatori | 12’ Giuge |

| Arbitro: | Tonetti (Roma) |

|            |           |  |
| Valari 10’ | Marcatori |  |

#### Girone di ritorno
| Arbitro: | Curradi (Firenze) |

|             |           |  |
| Prandoni 6’ | Marcatori |  |

| Arbitro: | Galeati (Bologna) |

|  |           |                    |
|  | Marcatori | 38’ (rig.) Pomponi |

| Arbitro: | Galeati (Bologna) |

|                                                |           |  |
| Mihalich 30’, 87’ Brossi 49’ Franzoni 75’, 83’ | Marcatori |  |

| Arbitro: | Sassi (Roma) |

|           |           |          |
| Gerbi 26’ | Marcatori | 75’ Vale |

| Arbitro: | Candela (Genova) |

|                            |           |  |
| ? 40’ Rosa 82’ Dalfini 86’ | Marcatori |  |

| Arbitro: | Ceccherini (Como) |

|                          |           |             |
| Galli 49’ Sentimenti 64’ | Marcatori | 85’ Dalfini |

| Arbitro: | Caironi (Milano) |

|                               |           |  |
| Giuge 39’, 85’ Baldinotti 59’ | Marcatori |  |

| Arbitro: | Mastellari (Bologna) |

|                |           |                          |
| Valari 36’, ?’ | Marcatori | 39’ Buzzoni 53’ Gramigna |

| Arbitro: | Curradi (Firenze) |

|                          |           |             |
| Antonini 14’ Andreis 60’ | Marcatori | 51’ Dalfini |

| Arbitro: | Magrini (Perugia) |

|                                         |           |  |
| Kossovel 34’ Dalfini 73’ Baldinotti 87’ | Marcatori |  |

| Arbitro: | Limido (Milano) |

|              |           |  |
| Gastaldi 88’ | Marcatori |  |

| Arbitro: | Ceccherini (Como) |

|                                              |           |           |
| Dalfini 28’, 81’ Baldinotti 35’ Kossovel 51’ | Marcatori | 80’ Bazan |

| Arbitro: | Candela (Genova) |

|                                    |           |             |
| Uslenghi 4’ Montanari 58’ Angelini | Marcatori | 23’ Patuzzi |

| Arbitro: | Gianelli (Genova) |

|                                |           |                  |
| Patuzzi 51’ (rig.), 84’ (rig.) | Marcatori | Savio 62’ Bonomi |

| Arbitro: | Bertolio (Torino) |

|              |           |                |
| Calzolai 13’ | Marcatori | 71’ Baldinotti |

### Spareggi salvezza

#### Girone di andata
| Arbitro: | Mazzarini (Roma) |

|                        |           |            |
| Brossi 29’ Finotto 85’ | Marcatori | 61’ Grossi |

| Arbitro: | Bevilacqua (Viareggio) |

|                     |           |             |
| Lumia 75’ Gerbi 78’ | Marcatori | 86’ Dalfini |

| Arbitro: | Gnocchini (Roma) |

|               |           |  |
| Formenton 26’ | Marcatori |  |

#### Girone di ritorno
| Arbitro: | Salvatori (Roma) |

|                                                |           |  |
| Giuge 1’ Valari 24’, 66’ Stivanello 80’ (aut.) | Marcatori |  |

| Arbitro: | Zelocchi (Modena) |

|                                     |           |        |
| Valari 22’, 31’ Tamietti 59’ (rig.) | Marcatori | 73’ Re |

| Arbitro: | Ciamberlini (Sampierdarena) |

|                              |           |                         |
| Svageli 15’, 87’ Cornara 27’ | Marcatori | 11’ Kossovel 72’ Valari |

### Ripetizione spareggi salvezza
| Arbitro: | Scorzoni (Bologna) |

|                                     |           |                           |
| Svageli 2’, 79’ Tamietti 96’ (aut.) | Marcatori | 27’ Capitanio 41’ Dalfini |

| Arbitro: | Mattea (Casale Monferrato) |

|                                         |           |  |
| Kossovel Dalfini 70’, ?’ Baldinotti 87’ | Marcatori |  |

### Coppa Italia
| Arbitro: | Gonani (Ravenna) |

|                                  |           |                     |
| Valari 5’, 12’ Kossovel 74’, 77’ | Marcatori | 22’, 33’ Sentimenti |

| Arbitro: | Gnocchini (Roma) |

|  |           |                 |
|  | Marcatori | 79’, 86’ Valari |

| Arbitro: | Mattea (Torino) |

|                       |           |  |
| Gabardo 35’ Boffi 48’ | Marcatori |  |

## Statistiche

### Statistiche di squadra
| Competizione | Punti | In casa | In casa | In casa | In casa | In casa | In casa | In trasferta | In trasferta | In trasferta | In trasferta | In trasferta | In trasferta | Totale | Totale | Totale | Totale | Totale | Totale | DR |
| Competizione | Punti | G       | V       | N       | P       | Gf      | Gs      | G            | V            | N            | P            | Gf           | Gs           | G      | V      | N      | P      | Gf     | Gs     | DR |
| ------------ | ----- | ------- | ------- | ------- | ------- | ------- | ------- | ------------ | ------------ | ------------ | ------------ | ------------ | ------------ | ------ | ------ | ------ | ------ | ------ | ------ | -- |
| Serie B      | 28    | 15      | 8       | 6       | 1       | 26      | 9       | 15           | 1            | 4            | 10           | 9            | 26           | 30     | 9      | 10     | 11     | 35     | 35     | 0  |
| Coppa Italia |       | 1       | 1       | 0       | 0       | 4       | 2       | 2            | 1            | 0            | 1            | 2            | 2            | 3      | 2      | 0      | 1      | 6      | 4      | +2 |
| Totale       |       | -       | -       | -       | -       | -       | -       | -            | -            | -            | -            | -            | -            | -      | -      | -      | -      | -      | -      | -  |

### Statistiche dei giocatori
| Giocatore     | Serie B  | Serie B | Coppa Italia | Coppa Italia | Totale   | Totale |
| Giocatore     | Presenze | Reti    | Presenze     | Reti         | Presenze | Reti   |
| ------------- | -------- | ------- | ------------ | ------------ | -------- | ------ |
| Andrich       | -        | -       | 1            | 0            | 1        | 0      |
| F. Baldinotti | 27       | ?       | 1            | 0            | 28       | 0+     |
| A. Biffi      | 25       | ?       | 2            | 0            | 27       | 0+     |
| L. Bottazzi   | 26       | ?       | 1            | 0            | 27       | 0+     |
| A. Capitanio  | 14       | ?       | 3            | 0            | 17       | 0+     |
| Colombo       | -        | -       | 1            | 0            | 1        | 0      |
| M. Dalfini    | 24       | ?       | 1            | 0            | 25       | 0+     |
| M. Formenton  | 16       | ?       | 2            | 0            | 18       | 0+     |
| A. Giuge      | 20       | ?       | 2            | 0            | 22       | 0+     |
| Grossi        | -        | -       | 1            | 0            | 1        | 0      |
| A. Kossovel   | 29       | ?       | 3            | 2            | 32       | 2+     |
| G.B. Maneo    | 3        | ?       | -            | -            | 3        | 0+     |
| Olivieri      | -        | -       | 2            | 0            | 2        | 0      |
| M. Patuzzi    | 24       | ?       | 1            | 0            | 25       | 0+     |
| C. Rosa       | 9        | ?       | -            | -            | 9        | 0+     |
| G. Sgardi     | 27       | ?       | 3            | -4           | 30       | -4+    |
| A. Signoretto | 10       | ?       | 3            | 0            | 13       | 0+     |
| C. Tamietti   | 26       | ?       | 1            | 0            | 27       | 0+     |
| A. Valari     | 5        | ?       | 2            | 4            | 7        | 4+     |
| B. Vale       | 26       | ?       | 1            | 0            | 27       | 0+     |
| A. Varini     | 19       | ?       | 2            | 0            | 21       | 0+     |